# Hyltebruk
Hyltebruk è una cittadina della Svezia meridionale, capoluogo della municipalità di Hylte; nel 2000 aveva una popolazione di 3 671 abitanti, su un'area di 4,89 km2.
Si sviluppò come cittadina industriale nel 1907, quando venne costruito un mulino denominato Hylte Bruk, da cui prende il nome. Questo mulino è uno dei più grandi al mondo, occupa 920 addetti e vi si produce carta da giornale.
Hyltebruk è raggiungibile dalla strada statale che collega Halmstad e Jönköping.
La cittadina è conosciuta per la sua squadra di pallavolo, l'Hylte VBK, sei volte campione svedese.